# Phanaeus chalcomelas
Phanaeus chalcomelas är en skalbaggsart som beskrevs av Perty 1830. Phanaeus chalcomelas ingår i släktet Phanaeus och familjen bladhorningar. Utöver nominatformen finns också underarten P. c. grossii.